# Einar Bergsland
Einar Bergsland, né le 11 décembre 1909 à Oslo et mort le 12 juillet 1982, est un auteur de livres sur le ski, dirigeant sportif norvégien. Il a été actif dans plusieurs sports également dans ses jeunes années.

## Biographie
Au niveau national, il est membre de l'Association norvégienne de la promotion du ski à partir de 1937 et devient le chairman en 1959 jusqu'en 1963. Il aussi un des premiers membres de l'Association norvégienne de golf.
De 1948 à 1953, il est le secrétaire général de la Fédération internationale de ski et reste impliqué dans le board jusqu'en 1969. 
Également, il est présent sur les compétitions, étant directeur de course à Holmenkollen, y compris lors des Jeux olympiques d'hiver de 1952. Il fit partie du comité d'organisation des Championnats du monde de ski nordique 1966 à Oslo.
En parallèle, il est auteur de multiples livres sur le ski, dont un sur les Jeux olympiques d'Oslo en 1952.
À l'origine, il est un athlète et s'illustre dans différents sports : le ski de fond, battant notamment Johan Grøttumsbråten en compétition, le ski alpin, le golf, l'aviron et la course de chiens de traîneaux, devenant champion national (golf et aviron).
Il reçoit la médaille Holmenkollen en 1973 pour ses services rendus au ski nordique.

## Distinction
Il reçoit la médaille de Saint-Hallvard en 1982.